# Navilly
Navilly este o comună în departamentul Saône-et-Loire, Franța. În 2009 avea o populație de 417 de locuitori.

## Evoluția populației
| An        | 1975 | 1982 | 1990 | 1999 | 2006 | 2009 |
| --------- | ---- | ---- | ---- | ---- | ---- | ---- |
| Populație | 481  | 408  | 360  | 414  | 417  | 417  |